# Bellator 119
Bellator CXIX é um evento de artes marciais mistas promovido pelo Bellator MMA, é esperado para ocorrer em 9 de maio de 2014 no Casino Rama em Rama, Ontario. O evento será transmitido ao vivo na Spike TV.

## Background
O evento iria contar com a final do Torneio de Pesados da 10ª Temporada. Porém, ambas finais dos Torneios de Médios e Penas da 10ª Temporada iram estar no card em vez disso.

## Ligações Externas
1. ↑  Final do Torneio de Penas da 10ª Temporada.
2. ↑  Butler perdeu um ponto por uma cabeçada ilegal.